# 日本プロ麻雀協会
日本プロ麻雀協会（にほんプロマージャンきょうかい）は、競技麻雀のプロ団体。2001年に土井泰昭（初代代表で現・全日本麻雀協会代表）により創設された。
2010年法人化。代表は五十嵐毅(2022年4月現在)。
最高位戦日本プロ麻雀協会、RMU、麻将連合と関係を密にしており、「麻雀スリアロチャンネル」などで交流機会が多い。また、アーケードゲーム・セガネットワーク対戦麻雀MJシリーズに全面協力している他、麻雀に特化したSNSである『はこてんパラダイス』に多くのプロが参加するなど一般ファンとの接点を拡げる活動を積極的に行っている。

## 採用ルール
「日本プロ麻雀協会公式ルール」を採用する。点数計算において「オカあり」「順位ウマ10-30」を採用しているのが特色で、トップを取ることが最も重要視されるルールになっている。また、「役満の複合」が認められていることも大きな特徴になっている。主なルールは下記の通り。
- 25,000点持ちの30,000点返し。ハコ（トビ）なし続行。
- 喰いタンあり、先づけあり、喰い替えなし。
- 一発あり、裏ドラ・槓ドラ・槓ウラあり。
- 人和・流し満貫・途中流局は採用しない。
- 包は発生しない。
- 純粋複合役によるダブル役満・トリプル役満を認める。
- 和了は上家優先（頭ハネ採用、ダブロン無し）。
- オーラスの和了やめなし。
- 自摸番無し立直あり。
- 30符4翻は切り上げ満貫。
- 終局時に1,000点を1Pとして数え、順位点として1位：+50P、2位：+10P、3位：-10P、4位：-30Pを加える。最終局流局時の供託立直料は供託のままとする。

かつては中国麻雀のルールを採用した大会があった。（現在は休止）

## 組織
- 代表理事（代表）・五十嵐毅
- 理事（副代表）・鍛冶田良一
- 理事（関西本部長）・一北寛人
- 理事・竹内孝之
- 理事・二見大輔
- 理事・大浜岳
- 理事・桐山のりゆき
- 監事・吉田知弘
- 執行部・佐久間弘行
- 執行部・橘哲也
- 執行部・山本政樹
- 執行部・大窪貴大
- 執行部・吉倉万里
- 執行部・愛内よしえ
- 執行部(事務局長)・市井悠太
- 執行部・斎藤俊
- 執行部・佐治敏哲
- 執行部・角谷ヨウスケ
- 執行部・大島麻美
- 執行部・新田友一
- 香川支部長・岡本将弘
- 宮崎支部長：日向杏介

## 主な所属選手

### 男性
※代表、理事、事務局長、執行部、タイトル戦獲得者以外は五十音順。
- 五十嵐毅(代表理事)(C2)
- 鍛冶田良一(理事)
- 一北寛人(理事、関西事務局長)
- 二見大輔(理事)(B2)
- 竹内孝之(理事)(C2)
- 桐山のりゆき(理事)(関西B)
- 大浜岳(理事)
- 吉田知弘(監事)(B2)
- 佐久間弘行(執行部)(A2)
- 橘哲也(執行部)(A1)
- 山本政樹(執行部)(B2)
- 大窪貴大(執行部)(B2)
- 市井悠太(本部事務局長、執行部)(B2)
- 斎藤俊(執行部)(A2)
- 佐治敏哲(執行部)(C2)
- 浅井堂岐(執行部)(A1)
- 小川裕之(執行部)(A1)
- 五反地清一郎(執行部)(B2)
- 坪川義昭(執行部)(B1)
- 藤井まひと(執行部)
- 柳田憲昭(B2)(執行部)
- ようへい(E1)(執行部)
- 新田友一(関西執行部)(B2/関西A)
- 角谷ヨウスケ(関西執行部)(A1/関西A)
- 宮崎信一(関西執行部)(関西B)
- 吉田俊介(関西執行部)(B1/関西本部)
- 岡本将弘(香川執行部)
- 日向杏介(九州執行部、宮崎支部部長)

- 鈴木達也(B1)
- 須田良規(A1)
- 阿賀寿直(B2)
- 小倉孝
- 木原浩一(A2)
- 近藤千雄(B1)
- 武中進(A2)
- 郷内武広
- 金太賢(A2)
- 板倉浩一(B1)
- 吉田基成(A1)
- 飯田雅貴(A2)
- 小田進也(関西本部)
- サイコロ太郎(A2/関西本部)
- 豊原有太
- 矢島亨(A1)
- 綱川隆晃(A2)
- 仲林圭(A1)
- 富永修(A2)
- 千貫陽祐(A2)
- 下石戟(A1)
- 田内翼(A2)
- 堀慎吾(A1)
- 渋川難波(A1)
- 松浦裕充(A2)
- 菊地俊介(A1)
- 田村翔梧(関西B)
- 武中真(B1)
- 原田翔平(B1/関西A)
- 真田槐(A1)
- 小早川悠矢(B2)
- 九丈ヤス(D3)
- 高津圭佑(B1)
- 江崎文郎(A2)
- 中村一(B1/関西B)
- 安藤弘樹(A2)
- ヨンス(C1)
- 岩﨑啓悟（シンプルなワキガ）(C2)
- 晃平(C3)
- ヨンス(C1)
- 菊川圭(D3)
- 宮崎じょん(宮崎支部)
- 吉田尚平(宮崎支部)
- 中野夕(E2)
- 當眞脩平(E3)
- 宮崎和樹(A1)
- 楠橋思(B2/関西本部)
- 松本吉弘(A1)
- 大塚翼(B1)
- 平尾昌邦(D3)

- 逢坂恭司(C2)
- 蒼野宗一郎(宮崎支部)
- 青山とうや
- 赤坂げんき
- 明希瑞希(F1)
- 赤塚修(D2)
- 秋山光輝(D3)
- 秋山裕邦(B2)
- 秋山昌士
- 浅見匠太
- 安住太一(E2)
- 安卓光希(E2)
- あばだんご(F1)
- 阿部洸希(C3)
- 安部達也(C3)
- 阿部友哉(香川支部)
- 天津みろう(D2)
- 天野颯斗(E3)
- 天本雄士(E2)
- 荒岩秀樹(C3)
- 荒木かず(C3)
- 有邑(E1)
- 安藤馨(E3)
- 飯塚提樹(D1)
- 飯沼雅由(B1/関西A)
- 伊香保太郎(E3)
- 井川拓郎(関西C)
- 五十嵐淳(E1)
- 池間大稀(E1)
- 石井伸史(D1)
- 石井裕人(B1)
- 石川和男(E1)
- 石原厳(D2)
- 和泉吉晴(関西C)
- 伊勢高博(F1)
- 磯貝昌彦(C1)
- 市岡高(E2)
- 一條わこ(F1)
- 一ノ瀬正太(東海C)
- 市村泰蔵(C2)
- 井出隼平(E2)
- 伊藤智広(E3)
- 伊藤寛(香川支部)
- 伊藤正樹(E2/関西C)
- 伊藤凌馬(E3)
- 稲田聡典(宮崎支部)
- 乾陽人(C2)
- 乾隼人(関西本部)
- 井上剛一(E1)
- 井上忠(関西C)
- 茨城啓太（いばらぎ・19代目天鳳位）(A2)
- 今井瑛介(E2)
- 今泉崇(C1)
- 今田孝志(C2)
- 入川尚平(C1/関西A)
- 岩東秀樹(C1)
- 岩間琢朗(C3)
- 岩村政則(C2)
- 宇佐木圭(E1)
- 内田慶(C1)
- 梅崎麻弥(関西C)
- 梅田佳祐
- 笑老根聡(E2)
- 及川和希
- 及川優星
- おうじろう(E1)
- 生頼佑馬(E3)
- 大川冬馬(D1)
- 大久保光真(東海C)
- 太田智基(D1)
- 大竹一彰
- 大塚裕喜(C2)
- 大坪顕ニ(B2)
- 大友京介(F1)
- 大野史也(F1)
- 大野勝
- 大庭啓和(C2)
- 大場凜平(関西C)
- 大森雄大
- 岡田危(F1)
- 岡見健利(C3)
- 岡本光一(E1)
- 岡本将弘(香川支部)
- 岡安世緯(E3/東海C)
- 小川健人(D3)
- 尾川正也
- 小川勝
- 小川稜太(E2)
- 奥村一真(関西C)
- 奥山敏行
- 尾島秀樹(関西C)
- 尾田裕大(B1)
- 小野たま(C2)
- 影山力(関西B)
- 笠川尚彦(関西B)
- 笠原秀平
- 片山しょうご(関西本部)
- 桂としや(関西C)
- 彼方光(D2)
- 兼光タカシ[注 2]
- 兼山英二
- 鎌田宙
- 神尾直哉(F1)
- 神埜美冬(F1)
- 神威(C3)
- 萱野雄介(関西本部)
- カラフル建史
- 苅部直弥(B2)
- 川崎たかし(C1)
- 川田雄貴(F1)
- 川野辺祐一(E1)
- 川畑直貴(E2)
- 川又聖也(E1)
- 川村俊平(C1)
- 川本卓弥(D1)
- 完(E1)
- 神田大行(E3)
- 賀佐裕樹(C2)
- 菊池大輔(E3)
- 北澤迅斗(D1)
- 城戸大生(関西B)
- 木下明彦(関西本部)
- 君島千景(E2)
- 木村尚嵩(B1)
- 木村洋晟(E3)
- 久間史郎(A2)
- 清田力夫(D2)
- 串田久志(C1)
- 櫛引正洋(E2)
- 久保雄紀(B2)
- 熊野開(D3)
- 栗原豪太(香川支部)
- 黒井修太(B1)
- 黒崎真次(D2)
- 黒埼七緒(宮崎支部)
- 黒田遼河(D1)
- 黒渕俊(C3)
- ケルヴィン(B2)
- 剣崎翔伍(F1)
- 小池ハヤト(C1)
- こいで(東海C)
- コウ(B2)
- 高口和之(D3)
- 古賀大希(関西B)
- 越野健人(C1)
- 小早川拓也(E2)
- 小林慶(関西本部)
- 小林泰規(C2)
- 小林雅(E1)
- 小林力(D3)
- 木挽東馬(宮崎支部)
- 駒林一輝(関西A)
- 小南昌平(関西本部)
- 後藤俊彦(関西本部)
- 齊藤けーすけ(B1)
- 斎藤隆英
- 坂下一馬(関西B)
- 坂本太一(B2)
- 坂本孝之(C1)
- 桜井飛鳥(E1)
- 櫻井直樹(香川支部)
- 桜庭匠(E2)
- 笹木かずあき(D2)
- 佐藤聖也(F1)
- 佐藤剛(D1)
- 佐藤輝雄(B2)
- 沢かつとし(E1)
- 沢タク(東海C)
- 澤崎彰太郎(B1)
- 沢田純平(F1)
- サヴェ松田(関西C)
- 塩島康平(E2)
- 塩津大(C1)
- 鹿健太郎(B1)
- シゲノスケ(E1)
- 宍戸涼(C1)
- 柴卓司(関西A)
- 嶋居克佳(関西C)
- 島田優(B2)
- 清水堅斗(E1/関西C)
- 清水裕貴(B2)
- 白石温郎(E2)
- 白河達郎(E2)
- 白崎透(C2)
- 尻無濱航(B1)
- 新地翔矢
- 進藤泰志(E1)
- 慎野滉貴(F1)
- 十文字孝恭
- 神火燐(E3)
- 菅沼立鶴(C2)
- 杉山翼(D3)
- 鈴木ケンタ(A1)
- 鈴木宏二郎(C2)
- 鈴木竜平(D1)
- 須藤健太(C3)
- 沙田宙(香川支部)
- 清野祐椰(C3)
- 瀬川知己(関西C)
- 関根康史(E2)
- ゼンツ安田(D1)[注 3]
- 平良将太(C3)
- 高田大騎(C2)
- 高津圭佑(B1)
- 高野将稔(E3)
- 髙橋貴美男
- 高橋シンスケ(E2)
- 高橋孝征(関西C)
- 高橋将人(D2)
- 高橋雅(E3)
- 高山真秀(関西A)
- 高良匡史
- 瀧田佳紀(E3)
- 滝野元(D3)
- たきりょう(E3)
- 田口淳之介(F1)[注 4]
- 武志綜真
- 田幸浩(A1)
- 田龍謙介(D3)
- 田澤純(E1)
- 橘縷人(関西B)
- たっつぁん(E2)
- 立川らく人(F1)[注 5]
- 立山順士(宮崎支部)
- 田中絢悟(B1)
- 田中新生(東海C)
- 田中潤也(関西本部)
- 田中悠斗(E2)
- 棚澤龍昇(E3)
- 谷川拓未
- 谷口晃一(関西C)
- 種谷望(F1)
- 種田はじめ(F1)
- 田本英輔(E1)
- 多良間琉星(F1)
- 丹雄飛(E1)
- 千鳥誠斗(F1)
- 津坂流生(E2)
- 辻泰志(関西本部)
- 津田龍吾(D3)
- つばき(関西B)
- 鶴田大輔(D1)
- 寺尾創一(E2)
- 寺川諒之介(E2)
- 寺坂元(E3)
- 寺田皓公(E2)
- 出本誠司(C3)
- 東海林公紀
- 戸沢耕ニ(D1)
- トニー田中(関西C)
- 富田博生(F1)
- 富永暁彦(C2)
- 冨永将弘(E3)
- 富山貴記(F1)
- 友生うう治(関西B)
- 外山超大(E2)
- 土井哲志(E3)
- TOSHI(B2)
- 中神貴之(E2)
- 中島由矩(E1)
- 中島総一郎(C3)
- 中島直矢(E3)
- 中島望(D3)
- 中曽根裕典(E3)
- 中西正寛(D3/東海C)
- 中西ゆうき(関西本部)
- 中野周平(E2)
- 中野駿(F1)
- 中橋正人(D2)
- 中林辰元(E1)
- 中村日明(D3)
- 中村翔太(関西C)
- 中村侑耶(宮崎支部)
- 中本裕也(関西A)
- 永井春朝(関西C)
- 永作大輔
- 長沼圭一(D2)
- 長野喬太(関西B)
- 那須拓也(関西C)
- 名波愼一(C3)
- 生井俊介
- 並河真純(C1)
- 奈良篤志(関西A)
- 難波浩史(関西C)
- 新林淳三(関西B)
- ニコラス(関西本部)
- 西川賢大(D3)
- 西田将之(E2)
- 西乃うるり(関西A)
- 西村雄一郎(A2)
- 新田和哉
- 沼田準(香川支部)
- 野口太郎(C3)
- 野島啓太(E2)
- 能瀬龍(宮崎支部)
- 野田圭彦(F1)
- 野中雄司
- ノブ小田島
- のへ和也(D3)
- 野村勇介(関西B)
- ノリヒト(E2)
- 羽賀飛鳥(東海C)
- 筥崎弘太郎(B2)
- 橋崎祐輝(C3)
- 橋場進広(関西B)
- 橋本拓弥(E1)
- はじめ(D2)
- 長谷川渚帆(C2)
- 畠弥峰(D3)
- 濱田翔(B2)
- 林ひろたか(関西A)
- 林亮志
- 速水啓仁
- 原玄徳(C2)
- 原口幸洋(C1)
- 張替雅人(C3)
- 東島威史
- 東山蓮(E3/東海C)
- 久松大夢(宮崎支部)
- 比嘉太一(関西C)
- 比嘉秀仁(C1/関西C)
- HISA加藤(東海C)
- 平井輝(C2)
- 平井湊(E2)
- 平川貴章(関西B)
- 平木いっとく(関西A)
- 平田健人(関西A)
- 平田晋(宮崎支部)
- 平山研太郎(E1)
- 深田章文(B1)
- 深谷聡士
- 福田征史(D2)
- 藤井啓志(関西C)
- 藤井拓己(F1)
- 藤田拓郎(B1)
- 藤森夢仁(D1)
- ポテト吉野(東海C)
- 堀良三(関西本部)
- 堀切裕太(D2)
- ポンチンカン
- 前田祐貴(宮崎支部)
- 前田嵐麻(関西C)
- 真白祐介(E2)
- 増村一也(D2)
- マッスル峠(E2)
- 松尾祐槻(E2)
- 松崎真也(D1)
- 松下知裕(関西本部)
- 松島カズヤ(関西C)
- 松島コータ(C1/関西A)
- 松島悠祐(D2)
- 松島リキヤ(関西B)
- 松本哲徳(関西A)
- 松本圭司(E3)
- 三木敏裕
- 三木亮
- 水戸徹斗(D2)
- 皆川信之(D1)
- 峯悠平(関西C)
- 三宅友哉
- 宮下亮介(D3)
- 宮嶋慶喜(E2)
- 宮地大成(F1)
- 宮本一輝(E3)
- 向井勇希(F1/関西C)
- 村上世成(E2)
- 村田昴(C2)
- 村松海斗(C1)
- 目黒拓也(東海C)
- メンサン明智(E3)
- 森彰彦(関西本部)
- 森拓之(D3)
- 森昌弘(D3)
- 森合一匡(D1)
- 森㟢翔(B2)
- 森田朝日(C2)
- 盛光タクト(E1)
- 守山雅昭
- 森山義秀(D2)
- 八尾俊介(E3)
- 矢島学(B2)
- 箭内健二郎(B2)
- 矢野坂佑汰(関西C)
- 矢本長司(関西C)
- 山門稜(F1)
- 山口育郎(E1)
- 山浩(関西C)
- 山崎逸朗(C1)
- 山舗徹(関西本部)
- 山代直毅(関西A)
- 山田大輔(E3/関西C)
- 山本司(関西本部)
- 湯浅智周(F1/関西C)
- 八日市屋英樹(D3)
- 横田崇(C3)
- 横田知裕(B1)
- 吉田航平(B2)
- 吉田友愛(関西B)
- 吉田直樹(D2)
- 吉田裕城(関西C)
- 吉永太(B2)
- 吉野秋悟(E2)
- 吉野敬太(東海C)
- よしむら(E2)
- 吉村海人(関西C)
- 吉村真幸(東海C)
- 米澤真ノ介(B2)
- 米澤拓磨(D1)
- ルーラー山口(関西本部)
- Rob(D2)
- 若林貴志(E2)
- 渡邊暁大(D1)
- 渡邉晋平(関西本部)
- 渡辺貴宏(E3)
- 渡邊大智(D2)
- 渡辺知義(E2)
- 渡邉眞斗(E3)
- 渡辺裕也(関西B)

### 女性
※執行部、タイトルホルダー獲得者以外は五十音順。
- 吉倉万里(執行部)
- 愛内よしえ(執行部)(E1/女流B)
- 蔵美里(執行部)(B2/女流A)
- 佐月麻理子(執行部)(B2/女流A)
- 大島麻美(関西執行部)(女流C1)

- 崎見百合(B2/女流C1)
- 奥村知美(女流A)
- 眞崎雪菜(女流A)
- 朝倉ゆかり(C1/女流B)
- 石井阿依(関西本部)
- 豊後葵(C2/女流C1)
- 大崎初音(C3/女流A)
- 冨本智美(C3/女流C1)
- 黄河のん(女流B)
- 水崎ともみ(B2/女流A)
- 米崎奈棋
- 逢川恵夢(B2/女流A)
- 水瀬千尋(女流B)
- 小松慧(関西B)
- 麻生ゆり(C2/女流B)
- 水瀬夏海(女流A)
- 中月裕子(D1/女流B)
- 柚花ゆうり(E3/女流C1)
- 夏月美勇(関西B)
- 御崎千結(B1/女流A)
- りんのなお(B2/女流A)
- 藤森ナオ(E1/女流C1)
- 音無愛音(関西C/関西女流C)
- 田なべもえ(E3/女流B)
- 夏目ひかり(女流A)
- 冬月ゆきの(関西C/女流C)
- 真希夏生(D1)

- 逢坂なつみ
- 会田日和(女流B)
- 青木さや
- 蒼樹里沙(関西本部)
- 赤岩梨乃
- 秋瀬ちさと(D3/女流C1)
- 朱沢悠(関西C/女流B)
- 浅香唯
- 朝水柚菜
- 天晴知世(東海C/関西女流C)
- 艶奈ゆりあ
- 天月ミク(女流B)[注 6]
- 海音オルカ(関西本部)
- 綾瀬まり(D1)
- 有沢奈央(女流C1)
- 有栖麻理奈(C3/女流C)
- 石田綾音(E3/女流C2)
- 上田唯(女流A)
- 上野あいみ[注 7]
- 宇佐美うみ
- ERIKA(女流B)
- 遠藤美穂
- 逢坂そら(関西C/関西女流C)
- おくみき
- 香川恵(香川支部)
- 神志名紗羅
- 加藤帆乃香(東海C/関西女流C)
- 加藤利奈
- 奏未ゆいな(女流C2)
- 川又静香
- 川本舞美(関西C/女流B)
- 北川ネネコ(女流C1)
- 北島朋子
- 北原いずみ(女流C2)[注 8]
- 北場千愛
- 桐生みやび(関西本部)
- 桐生れいか(関西本部)
- 工藤美波(女流C1)
- 来栖瑠莉香(関西本部)
- 呉宮真央
- 小嶋恵梨奈(F1)
- 小島たかよ(E2/女流B)
- 後藤昌子
- 近藤り子(関西C)
- 齊藤しょあ
- 早乙女京花
- 佐海さえ(E3)
- 相良朱音(女流C1)
- 崎村あやか(E1/女流B)
- 櫻井はるか
- 佐藤まひろ(E3/女流C1)
- 里見寧々(関西本部)
- 獅子丸ちあき(D2/女流B)
- 篠原冴美[注 9]
- 志麻ゆきこ(関西本部)
- 庄司麗子(D1/女流C2)
- 白井里香(関西本部/女流C)
- 杉村えみ(C1/女流C2)
- すざく(女流C1)
- 鈴木麻美(C2/女流B)
- 鈴木楓(E2/女流B)
- 鈴木桃子(F1/女流B)
- 澄川なゆ(D1/女流A)
- 瀬戸結愛(女流B)
- 園りさ
- 高島芽衣(D1/女流C1)
- 髙田遊理(女流B)
- 高梨あい(女流C1)
- 高橋あかね
- たじまなみ
- 橘あづさ(D2/女流C1)
- 田中紗久ら(E1)
- 田中智紗都
- 玉木璃子(女流C2)
- 玉ちゃん(女流C1)
- 月城和香菜(女流B)
- 月溪さら(関西C/女流C)
- 椿彩奈(E1/女流C2)
- 天神橋飛香
- 都美(D1/女流B)
- 鳥井ゆう(関西本部/女流C1)
- 内藤幸子(女流C1)
- 中川美優(女流C2)[注 10]
- 仲里美南
- 中山百合子(C1)
- 長澤茉里奈(女流C2)
- 夏芽ひさこ(女流C2)
- 七奈江(E1/女流C1)
- 七瀬美希
- 七瀬柚香
- 成瀬朱美
- 成瀬菜摘
- 成海有紗(関西女流C)
- 新倉和花(F1/女流C1)
- 西川なな(関西本部/女流C)
- 西澤慧音
- 西園遥(E3/女流C1)
- 根岸菜摘(E3/女流B)
- のだななこ(E3/女流C1)
- 橋本あおい(女流C2)
- 橋本るみ(関西C)
- 長谷川栞(C3/女流B)
- 羽月(関西女流C)
- 速水あいり(E3)
- 張替りさ(E2/女流C1)
- 柊なつき(E3/女流C1)
- 柊みれい(関西B)
- 秀香
- 日當ひな(D2/女流C1)
- 陽南まこ(D1/女流B)
- 火野ハルナ
- 妃宮しおん(女流B)
- 姫川ちより(C3/女流A)
- 平城六花(関西C/D2)
- 楓愛(関西本部)
- 福山理子
- 文月るい(E3)
- 武道家みらい(E3/女流C2)
- 北條かほり(関西本部)
- 星乃あす(E3)
- 真木庵里(D2)
- 松浦真恋
- 松嶋桃(女流C1)
- 松田麻矢(E3/女流C1)
- 松本ちづる(女流C2)
- 間宮夢花(女流C1)
- 稀木深文(女流C2)
- みあ(C2/女流C1)
- miiko(関西本部)
- 三浦ももこ(E1/女流C1)
- 命(女流C1)
- 水口美香(D2/女流A)
- 水越ひろか(E3/女流C1)
- 三添璃々(女流B)
- 水谷葵(女流A)
- 皆実絢音(D2)
- 宮城純(女流C2)
- 宮崎栞菜
- 三好ほたる(東海C/関西女流C)
- めい(関西本部)
- 目黒めぐみ(女流C1)
- 望月琴乃(女流C1)
- 望月夏(D2/女流A)
- 茂手木かな(E2)
- 桃瀬古都(関西C/関西女流C)
- 矢神ゆの
- 山田佳帆(関西本部/女流B)
- 山本亜衣(E3/女流C1)
- 結城花
- 結城ゆらぎ(関西本部/女流B)
- 柚月彩那(女流C2)
- 与那城葵(D1/女流C1)
- 柳みなみ(宮崎支部)
- 若松桃菜(F1/女流C1)
- 和國加依(C3)
- 渡辺玲奈(女流C1)

## 過去に在籍したプロ
- 土井泰昭（初代代表）
- 尾崎嘉紀
- 梶本琢程
- 長村大...一時引退後復帰。現：日本プロ麻雀連盟
- 石野豊
- 鎌田勝彦...日本プロ麻雀連盟を経てフリープロ
- 岩井健太...現：日本プロ麻雀連盟
- 吉田光太...最高位戦日本プロ麻雀協会を経て現：日本プロ麻雀連盟
- 柴原大造...現：麻将連合
- 橋上博紀...現：麻将連合
- 楊木田英輝...RMUに移籍後に引退
- 高橋常幸...現：「麻雀界」編集長（現在は高橋常行の名で活動）
- 初音舞...現：RMU
- 手塚紗掬...現：日本プロ麻雀連盟
- 西城凛...現：日本プロ麻雀連盟
- 横山明香
- 早乙女あこ
- 秦琴美
- 合田貴子
- 小林ミルモ
- 永野彰一
- 大澤ふみな...最高位戦日本プロ麻雀協会経て引退
- 雪森しずく...現：日本プロ麻雀連盟（現在は中野妙子の名で活動）
- ケネス徳田...現：日本プロ麻雀連盟
- 高階万智...RMUを経て引退
- 川村晃裕
- 大原将真
- 澤橋将人
- 水嶋俊
- 岸赳生
- 東城りお...現：日本プロ麻雀連盟
- 瑞原明奈...現：最高位戦日本プロ麻雀協会
- 南亮吉...現：最高位戦日本プロ麻雀協会
- 華村実代子...現：最高位戦日本プロ麻雀協会
- 羽田ともよ
- 河居春生
- 赤井美佐樹
- 福田聡...現：RMU
- 吉本英和
- 水城恵利
- 吉元彩
- 児嶋一哉(アンジャッシュ)(当資格を取得している)
- 熊切あさ美(同上)
- 田中洸...現：麻将連合
- 朝霧かな...現：RMU
- 鈴木たろう...現：最高位戦日本プロ麻雀協会
- 薬王寺重成
- 橋山メイデン
- 國井芽...現：最高位戦日本プロ麻雀協会
- 小室勇人
- 大鳥雄司
- 森健太
- 豊口杏平
- 鷹嶋レンゲル
- 後藤哲哉
- 濱博彰...現：RMU
- 安斎瞬
- 鈴海結依
- 瑛
- 古小路亜美...現：日本プロ麻雀連盟
- あおい
- 松田たけひろ
- ふゆつみ千明
- 岡林晃嗣
- 佐藤聖誠
- 栗山尚久
- 小宮千怜
- 城島彰智
- 関谷遼
- daina
- 國見たま
- 涼宮麻由...現フリープロ

## 主催タイトル戦

### 雀王戦
現雀王位は仲林圭
歴代雀王
第1期 土井泰昭
第2期 鈴木達也
第3期 尾崎嘉紀
第4期 鍛冶田良一
| 期     | 開催年 | 雀王                   | 2位                | 3位                 | 4位                 |
| ------ | ------ | ---------------------- | ------------------ | ------------------- | ------------------- |
| 第5期  | 2006   | 須田良規 (＋320.5)     | 鈴木達也 (▲57.5)   | 石野豊 (▲83.1)      | 鍛冶田良一 (▲222.9) |
| 第6期  | 2007   | 鈴木達也 (2) (＋108.9) | 五十嵐毅 (＋41.8)  | 須田良規 (▲60.0)    | 阿賀寿直 (▲93.7)    |
| 第7期  | 2008   | 小倉孝 (＋188.5)       | 鈴木達也 (＋155.3) | 鈴木たろう (＋62.4) | 赤坂げんき (▲409.2) |
| 第8期  | 2009   | 鈴木達也 (3) (＋245.5) | 小倉孝 (＋179.9)   | 崎見百合 (▲181.0)   | 須田良規 (▲250.4)   |
| 第9期  | 2010   | 鈴木たろう (＋157.3)   | 須田良規 (＋14.5)  | 金太賢 (▲74.4)      | 鈴木達也 (▲99.4)    |
| 第10期 | 2011   | 鈴木達也 (4) (＋136.3) | 金太賢 (＋44.5)    | 五十嵐毅 (▲69.7)    | 鈴木たろう (▲111.1) |

| 期     | 開催年 | 雀王決定戦                   | 雀王決定戦                 | 雀王決定戦             | 雀王決定戦              | A1リーグ | A1リーグ | A1リーグ | A1リーグ | A1リーグ | A1リーグ | A1リーグ | A1リーグ | A1リーグ | A1リーグ  | A1リーグ | A1リーグ  |
| 期     | 開催年 | 雀王                         | 2位                        | 3位                    | 4位                     | 4位      | 5位      | 6位      | 7位      | 8位      | 9位      | 10位     | 11位     | 12位     | 13位      | 14位     | 15位      |
| ------ | ------ | ---------------------------- | -------------------------- | ---------------------- | ----------------------- | -------- | -------- | -------- | -------- | -------- | -------- | -------- | -------- | -------- | --------- | -------- | --------- |
| 第11期 | 2012   | [2]鈴木たろう (2) (＋318.5)  | [1]木原浩一 (▲97.1)        | [前]鈴木達也 (▲97.2)   | [3]金太賢 (▲125.2)      | 矢島     | 浪江     | 須田     | 綱川     | 鍛冶田   | 崎見     | 五十嵐   | 伊達     | 吉川▼    | 内海▼     |          |           |
| 第12期 | 2013   | [前]鈴木たろう (3) (＋175.1) | [3]矢島亨 (＋30.3)         | [1]伊達直樹 (▲85.7)    | [2]木原浩一 (▲121.7)    | 五十嵐   | 鈴木(達) | 金       | 須田     | 浪江     | 阿賀     | 鍛冶田   | 橘       | 角谷     | 綱川▼     | 崎見▼    |           |
| 第13期 | 2014   | [前]鈴木たろう (4) (＋304.3) | [1]鈴木達也 (▲38.8)        | [2]鍛冶田良一 (▲118.8) | [3]伊達直樹 (▲147.7)    | 金       | 土子     | 木原     | 矢島     | 阿賀     | 岸       | 橘       | 角谷     | 浪江     | 五十嵐▼   | 須田▼    | 福井▼     |
| 第14期 | 2015   | [2]木原浩一 (＋237.1)        | [1]阿賀寿直 (＋164.0)      | [3]鍛冶田良一 (＋49.7) | [前]鈴木たろう (▲452.8) | 金       | 鈴木(達) | 伊達     | 土子     | 橘       | 矢島     | 角谷     | 宮崎     | 小川     | サイコロ▼ | 岸▼      | 浪江▼     |
| 第15期 | 2016   | [3]角谷ヨウスケ (＋174.6)    | [1]鈴木たろう (＋158.1)    | [前]木原浩一 (＋10.4)  | [2]小川裕之 (▲349.1)    | 金       | 仲林     | 鈴木(達) | 矢島     | 橘       | 阿賀     | 宮崎     | 佐久間   | 伊達     | 蔵▼       | 鍛冶田▼  | 土子▼     |
| 第16期 | 2017   | [3]金太賢 (＋183.9)          | [前]角谷ヨウスケ (＋125.7) | [1]鈴木たろう (▲71.5)  | [2]田内翼 (▲241.1)      | 阿賀     | 木原     | 仲林     | 小室     | 橘       | 宮崎     | 小川     | 矢島     | 佐久間▼  | 鈴木(達)▼ | 田幸▼    |           |
| 第17期 | 2018   | [前]金太賢 (2) (＋90.3)      | [2]下石戟 (＋23.9)         | [1]仲林圭 (▲44.3)      | [3]宮崎和樹 (▲72.9)     | 堀       | 須田     | 橘       | 阿賀     | 鈴木(た) | 小川     | 田内     | 小室     | 矢島     | 木原▼     | 角谷▼    | 佐久間▼   |
| 第18期 | 2019   | [3]堀慎吾 (＋248.5)          | [1]矢島亨 (＋124.8)        | [2]渋川難波 (▲185.0)   | [前]金太賢 (▲191.3)     | 鈴木(た) | 宮崎     | 田内     | 阿賀     | 西村     | 仲林     | 小川     | 須田     | 武中     | 小室▼     | 下石▼    | 橘▼       |
| 第19期 | 2020   | [2]矢島亨 (+180.1)           | [前]堀慎吾 (+67.3)         | [3]吉田基成 (▲3.7)     | [1]金太賢 (▲243.7)      | 須田     | 渋川     | 田内     | 仲林     | 宮崎     | 西村     | 松本     | 角谷     | 小川     | 武中▼     | 阿賀▼    | 鈴木(た)▼ |
| 第20期 | 2021   | [2]渋川難波 (+276.0)         | [3]仲林圭 (+65.6)          | [前]矢島亨 (▲141.8)    | [1]小川裕之 (▲201.8)    | 岸       | 田内     | 下石     | 堀       | 松本     | 須田     | 宮崎     | 金       | 角谷     | 西村▼     | 菊池▼    | 吉田▼     |
| 第21期 | 2022   | [1]浅井堂岐 (＋98.6)         | [3]松本吉弘 (▲8.3)         | [前]渋川難波 (▲30.5)   | [2]仲林圭 (▲60.8)       | 小川     | 田内     | 須田     | 角谷     | 下石     | 堀       | 橘       | 矢島     | 金       | 飯田▼     | 宮崎▼    |           |
| 第22期 | 2023   | [1]仲林圭 (+240.3)           | [2]堀慎吾 (+176.5)         | [前]浅井堂岐 (▲68.4)   | [3]矢島亨 (▲350.4)      | 橘       | 渋川     | 角谷     | 須田     | 下石     | 小川     | 田幸     | 松本     | 真田     | 鈴木      | 金▼      | 田内▼     |

### 雀竜位戦
現雀竜位は安藤弘樹
歴代雀竜位
第1期 鍛冶田良一
第2期 鍛冶田良一 (2)
第3期 小倉孝
第4期 小倉孝 (2)
第5期 石野豊
第6期 吉田基成
第7期 福田聡
第8期 大脇貴久
第9期 内海元
第10期 仲林圭
第11期 渋川難波
第12期 斎藤俊
第13期 武中進
第14期 吉田基成 (2)
第15期 江崎文郎
第16期 江崎文郎 (2)
第17期 矢島亨
第18期 大浜岳
第19期 富永修
第20期 吉田知弘
第21期 安藤弘樹
第22期 真田槐
第23期 安藤弘樹 (2)

### 女流雀王戦
現女流雀王は逢川恵夢
歴代女流雀王
第1期 手塚紗掬 ※現連盟
第2期 奥村知美
第3期 崎見百合
第4期 眞崎雪菜
第5期 眞崎雪菜 (2)
第6期 崎見百合 (2)
第7期 朝倉ゆかり
第8期 朝倉ゆかり (2)
第9期 大崎初音
第10期 大崎初音 (2)
第11期 冨本智美
第12期 大崎初音 (3)
第13期 豊後葵
第14期 佐月麻理子
第15期 朝倉ゆかり (3)
第16期 朝倉ゆかり (4)
第17期 逢川恵夢
第18期 逢川恵夢 (2)
第19期 佐月麻理子 (2)
第20期 逢川恵夢 (3)
第21期 水崎ともみ
第22期 逢川恵夢 (4)
第23期 逢川恵夢 (5) ※永世位獲得

### 関西雀王戦
現関西雀王位は奈良篤志
2020年より協会の関西本部が主催しているリーグ戦。A・B・Cの3リーグ制にて行われている。
歴代関西雀王
第1期 後藤哲哉
第2期 御崎千結
第3期 中村一
第4期 原田翔平
第5期 奈良篤志

### 新人王戦
現新人王は當眞脩平
入会5年目まで、かつ雀王戦Aリーグ未経験の所属プロによって行われる。
歴代優勝者
第1期 宇野達也
第2期 阿賀寿直
第3期 渡辺順洋
第4期 大脇貴久
第5期 宮崎信一
第6期 小倉孝
第7期 朝倉ゆかり
第8期 濱博彰
第9期 吉田俊介
第10期 逢川恵夢
第11期 小川裕之
第12期 黄河のん
第13期 田村翔梧
第14期 谷口浩平
第15期 高津圭佑
第16期 中月裕子
第17期 佐治敏哲
第18期 ヨンス
第19期 濱田翔
第20期 りんのなお
第21期 夏目ひかり
第22期 晃平
第23期 當眞脩平

### 日本オープン
現日本オープンは岩崎啓悟
歴代優勝者　※所属は獲得当時のもの
第1回 多井隆晴(日本プロ麻雀連盟）
第2回 阿部孝則(日本プロ麻雀連盟）
第3回 藤崎智(日本プロ麻雀連盟）
第4回 中村光一（一般）
第5回 藤崎智（日本プロ麻雀連盟）
第6回 藤崎智（日本プロ麻雀連盟）
第7回 山下健治（RMU）
第8回 村上淳（最高位戦）
第9回 多井隆晴（RMU)
第10回 武中真（最高位戦）
第11回 北島路久（RMU）
第12回 坂巻稔永（一般）
第13回 矢島亨
第14回 山口大和（日本プロ麻雀連盟）
第15回 渋川難波
第16回 魚谷侑未（日本プロ麻雀連盟）
第17回 下出和洋（麻将連合）
第18回 皆川直毅（日本プロ麻雀連盟）
第19回 飯田雅貴
第20回 飯田雅貴(2連覇)
第21回 岩崎啓悟

### オータムチャンピオンシップ
現オータムチャンピオンシップは矢島亨
一発・裏ドラなしルールで行われる大会。第9回まではオータムチャレンジカップ。
歴代優勝者
第1回 吉田光太
第2回 佐井孝太郎
第3回 吉田基成
第4回 大浜岳
第5回 大脇貴久
第6回 下井重貴
第7回 仲林圭
第8回 菊地俊介
第9回 綱川隆晃
第10回 鈴木たろう
第11回 蔵美里
第12回 綱川隆晃(2)
第13回 朝倉ゆかり
第14回 岩崎啓悟
第15回 千貫陽祐
第16回 サイコロ太郎(2)※1度目は佐井孝太郎名義
第17回 矢島亨
第18回 矢島亨(2)

### fuzzカップ
現fuzzカップは椿彩奈
2020年2月より協会所属のプロ雀士によるチーム戦「fuzzカップ」が、オンライン麻雀ゲーム『雀シティ』を運営する株式会社fuzzの協賛によって開始された。赤入りルールで、各チームは予選として6回の半荘戦を3節こなし、決勝では予選の上位4チームが点数を半分持ち越した上で6半荘を戦う。男女混成3人構成の8チームで競われ、各チームのメンバーは8名のリーダーによるドラフト会議によって事前に決定された。
歴代優勝者
第1回 チーム矢島(矢島亨、水口美香、浅井堂岐)
第2回 チーム松屋(松本吉弘、下石戟、愛内よしえ、尻無濱航)
第3回 二見大輔
第4回 渋川難波
第5回 椿彩奈
第1回fuzzカップは日本プロ麻雀協会の公式YouTubeチャンネルで放送され、決勝の様子は2020年8月28日に生配信された。各チームのメンバーおよび最終成績は以下の通りである。
| 順位                                                     | 参加チーム                           | 参加チーム     | 参加チーム     | 予選成績 | 最終成績 |
| 順位                                                     | リーダー                             | 一巡目指名選手 | 二巡目指名選手 | 予選成績 | 最終成績 |
| -------------------------------------------------------- | ------------------------------------ | -------------- | -------------- | -------- | -------- |
| 1位                                                      | 矢島亨（雀竜位）                     | 水口美香       | 浅井堂岐       | +39.6    | +161.8   |
| 2位                                                      | 堀慎吾（現雀王）                     | 安斎瞬         | 都美           | +109.6   | +156.3   |
| 3位                                                      | 逢川恵夢（女流雀王）                 | 田内翼         | 宮崎和樹       | +66.8    | -6.7     |
| 4位                                                      | 鈴木たろう（Mリーグ 赤坂ドリブンズ） | 愛内よしえ     | 木原浩一       | +269.3   | -68.7    |
| 5位                                                      | 松本吉弘（Mリーグ 渋谷ABEMAS）       | 鈴木達也       | 松嶋桃         | -19.7    | 予選敗退 |
| 6位                                                      | 金太賢（前雀王）                     | 下石戟         | 麻生ゆり       | -27.8    | 予選敗退 |
| 7位                                                      | 菊地俊介（fuzzカップ予選優勝）       | 仲林圭         | 朝倉ゆかり     | -156.5   | 予選敗退 |
| 8位                                                      | 渋川難波（雀王決定戦3位）            | 佐月麻理子     | コウ           | -281.3   | 予選敗退 |
| 括弧内は2020年2月時点の保持タイトル・Mリーグ所属チーム。 |                                      |                |                |          |          |

その後、2021年1月27日より第2回fuzzカップが開催され、今大会より各チームは10期前期以降に入会した協会員を必ず1名以上含み、4名構成とするなどシステムが変更された。各チームのメンバーはドラフト会議によって決定され、以下の通りとなっている。
| 参加チーム | 参加チーム     | 参加チーム     | 参加チーム     |
| リーダー | 一巡目指名選手 | 二巡目指名選手 | 三巡目指名選手 |
| --- | -------------- | -------------- | -------------- |
| 矢島亨（第1回fuzzカップ優勝・現雀王）                                                                                        | 仲林圭         | 水口美香       | 浅井堂岐       |
| 大浜岳（現雀竜位） | 岩崎啓悟       | 宮崎和樹       | 御崎千結       |
| 逢川恵夢（第18期女流雀王）                                                                                                   | 渋川難波       | 森田朝日       | 安斎瞬         |
| 堀慎吾（雀王決定戦2位・Mリーグ KADOKAWAサクラナイツ）                                                                        | 佐治敏哲       | 秋瀬ちさと     | 平良将太       |
| 吉田基成（雀王決定戦3位） | 田内翼         | 松嶋桃         | ヨンス         |
| 金太賢（雀王決定戦4位） | 佐月麻理子     | 岸赳生         | 菊地俊介       |
| 松本吉弘（雀王戦A1リーグ・Mリーグ 渋谷ABEMAS）                                                                               | 下石戟         | 愛内よしえ     | 尻無濱航       |
| 黒崎有希（現チャンピオンロードグランドチャンピオン・リーダー最終予選優勝）                                                   | 木原浩一       | 冨本智美       | 坂本太一       |
| 括弧内は2021年2月時点の保持タイトル・期首順位・Mリーグ所属チーム。前回優勝の矢島チームはドラフト会議で一巡目のみを指名した。 |                |                |                |

2022年は個人戦トーナメントになっておりこの年の優勝者は二見大輔
2023年も2022年同様トーナメントで個人戦になっている。。2023年の優勝者は渋川難波。
2024年も同様にトーナメントで個人戦になっている。2024年の優勝者は椿彩奈。

## 著書
- 新進プロが伝授する!! 麻雀戦法最先端 (麻雀覇王ブックス1)　(2002年1月 毎日コミュニケーションズ)　ISBN 978-4839906436
- 新進プロが伝授する!! 最新流行手筋 (麻雀覇王ブックス3)　(2002年12月 毎日コミュニケーションズ)　ISBN 978-4839908973
- 何を切る!クイズ形式 実戦麻雀100譜 (麻雀覇王ブックス6)　(2003年3月 毎日コミュニケーションズ)　ISBN 978-4839910105
- 最強麻雀オカルト戦法 (麻雀覇王ブックス8)　(2003年5月 毎日コミュニケーションズ)　ISBN 978-4839910563
- 段級認定問題集 7-4級 (MYCOM麻雀文庫1)　(2003年9月 毎日コミュニケーションズ)　ISBN 978-4839912253
- 段級認定問題集 3-2級 (MYCOM麻雀文庫2)　(2003年10月 毎日コミュニケーションズ)　ISBN 978-4839912949
- 段級認定問題集 1級 (MYCOM麻雀文庫3)　(2003年11月 毎日コミュニケーションズ)　ISBN 978-4839912956
- 新進プロが伝授する麻雀戦法最先端2 (新麻雀覇王ブックス1)　(2003年12月 毎日コミュニケーションズ)　ISBN 978-4839913274
- 新進プロが伝授する現代麻雀の攻防 (新麻雀覇王ブックス4)　(2005年1月 毎日コミュニケーションズ)　ISBN 978-4839916398
- デジタル麻雀最前線 (MYCOM麻雀ブックス)　(2006年3月 毎日コミュニケーションズ)　ISBN 978-4839920142
- デジタル麻雀力 (リイド文庫)　(監修)　(2006年8月 リイド社)　ISBN 978-4845832125
- 最強メンバー勝利の決め手 (マイコミ麻雀BOOKS)　(2007年6月 毎日コミュニケーションズ)　ISBN 978-4839924331
- 麻雀・ひと目の定石 (マイコミ麻雀文庫)　(2008年6月 毎日コミュニケーションズ)　ISBN 978-4839928797
- 麻雀トッププロの思考 (マイコミ麻雀BOOKS)　(2009年10月 毎日コミュニケーションズ)　ISBN 978-4839933531
- 麻雀 何切る必勝定石 (マイナビ麻雀文庫)　(2012年6月 マイナビ)　ISBN 978-4839942830
- 進取果敢 強者たちの選択　(2014年1月 マイナビ)　ISBN 978-4839950194